# Porto San Giorgio
Porto San Giorgio (Lu Portu in dialetto locale) è un comune italiano di 15 538 abitanti della provincia di Fermo nelle Marche.

## Geografia fisica
Il territorio comunale è stretto fra il mare Adriatico, a est, e il comune di Fermo, dal cui capoluogo dista 6 km.

## Storia

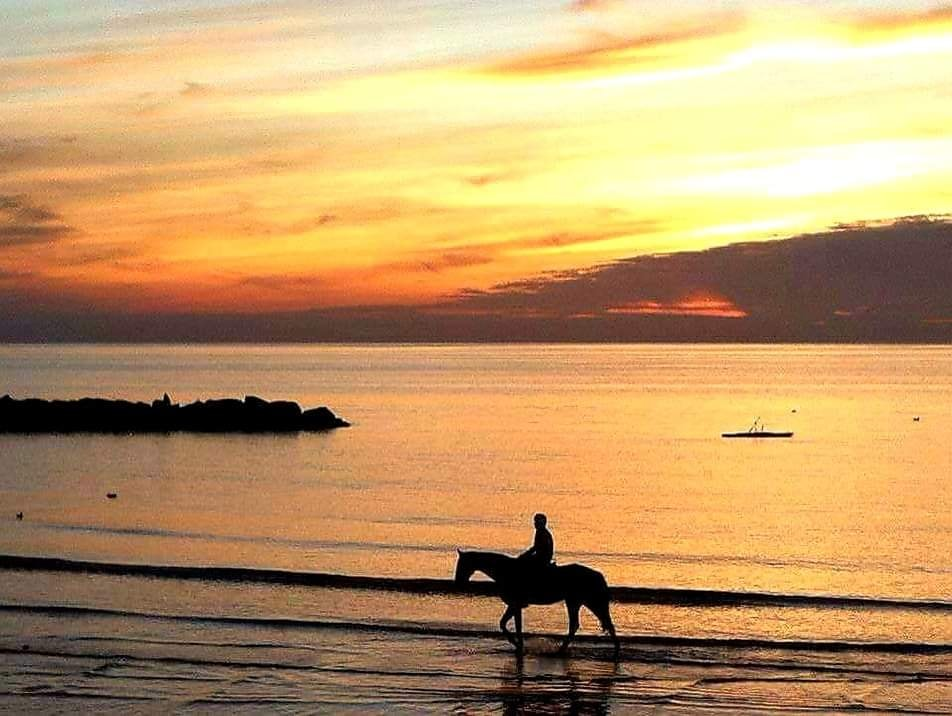
Alba a Porto San Giorgio

Strabone, storico greco del primo secolo a.C., nomina Fermo e il suo porto nella Geografia. A sua volta lo scrittore latino Plinio il Vecchio, nella sua Naturalis Historia, lo designa come Castellum Firmanorum. La città è inoltre nominata nell'Itinerario dell’imperatore Antonino, risalente al V secolo d.C. e nella Tabula Peutingeriana, antichissima carta geografica dell’epoca imperiale romana. Vi figura col nome di Castello Firmani, sito in epoca romana probabilmente alla foce del fiume Ete.
Nei documenti medievali compare col nome di Portus Sancti Georgi e Portus Firmi nel 1231, nell'XI secolo divenne fortezza col nome di Castel San Giorgio. È indicato nei portolani e nelle carte nautiche antiche come scalo marittimo di primaria importanza. Dopo la calata dei barbari e le conseguenti distruzioni, si stabilì sulle falde del cosiddetto Monte Cacciù nella zona una colonia di pescatori veneti o dalmati che diedero vita ad un centro abitato che nel 1164 passò per ordine di Federico Barbarossa al Capitolo dei Canonici di Fermo e nel 1266 fu preso in affitto dal comune di Fermo.
La storia di Porto San Giorgio da allora in poi si riassume in una serie di tentativi di riconquistare l'autonomia rispetto a Fermo.
Lorenzo Tiepolo, podestà a Fermo e futuro doge di Venezia, dette impulso al porto, dotandolo nel 1267 di una roccaforte, che da lui avrebbe preso il nome, per vigilare contro le incursioni dei Saraceni dal mare e proteggere Fermo. Per questo suo ruolo chiave nella difesa di Fermo, a Castel San Giorgio era riconosciuto il diritto di sfilare in testa al corteo della Cavalcata dell’Assunta, il 15 agosto.
Nel 1362, viste le incursioni turche nell'Adriatico, con il permesso di Giovanni Visconti da Oleggio, signore di Fermo, a difesa del porto fu eretta una fortificazione scandita ad intervalli regolari da delle torri merlate. Il baluardo (in parte ancora visibile) venne realizzato parallelo alla costa per chiudersi alle due estremità da ulteriori mura che correvano fino al mare, il quale arrivava in corrispondenza dell'attuale tracciato della strada statale adriatica. Lungo i due muraglioni laterali, a protezione della vasca navale, erano state aperte tre arcate a sesto acuto, quasi totalmente demolite nel Novecento.
Nei secoli successivi il Castello cercò sempre di affrancarsi da Fermo, ma la città episcopale si oppose a lungo alla sua autonomia. Durante la manifestazione del 15 agosto 1490, approfittando del fatto che i sangiorgesi si trovavano a Fermo, duecento fermani, capeggiati da tale Antonio Trovatelli irruppero nel palazzo del Vicario di Porto San Giorgio, bruciando l'archivio e asportando libri e documenti. L'evento testimonia tensioni mai sopite fra i due paesi. Nel 1538 tra il Porto e Fermo si registrano nuovi contrasti, che si ripetono nel 1620 e nel 1711. Asti e attriti che nel 1729 sfociano in un conflitto passato alla storia con il nome di "guerra per l'imbarco dei grani".
Nel 1741 la Congregazione Fermana stabilì che Porto San Giorgio fosse considerata un castello distinto da Fermo ottenendo l'indipendenza ed il diritto di eleggere i suoi consiglieri ed i suoi Magistrati e prese il nome di Porto San Giorgio. Nel 1782 il Governo Pontificio concesse il possesso dei territori che vanno dal Tenna all’Ete. Nel 1802 con un documento scritto da Pietro Orlandi e firmato da numerosi sangiorgesi si ribadisce la volontà di autonomia e indipendenza del Porto in opposizione ai tentativi di riannessione da parte di Fermo. Durante il periodo napoleonico Porto San Giorgio conseguì la sospirata autonomia da Fermo ottenendo anche, nel 1810, l'annessione di Torre di Palme.
Tuttavia in questi primi anni dell'Ottocento il centro abitato di Porto San Giorgio non era ancora al sicuro dalle incursioni dei pirati provenienti dall'altra sponda dell’Adriatico: nel 1815 una nave corsara portò via decine di giovani sangiorgesi che sarebbero stati venduti come schiavi in Oriente.
Con la Restaurazione l'autonomia comunale non fu revocata, ma confermata dal governo pontificio nel 1816. Con la maggiore sicurezza del mare che si andò creando nei decenni successivi Porto San Giorgio poté incrementare le proprie attività di pesca, sulle quali si fondava gran parte dell’economia locale. La cittadina cominciava ad essere vista come un luogo di soggiorno in riva all'Adriatico, tanto che Girolamo Bonaparte, fratello dell’imperatore ed ex re di Vestfalia, vi fece costruire una villa neoclassica.
Con l’Unità d'Italia Porto San Giorgio, che aveva meno di 4 000 abitanti, perse Torre di Palme, che fu ceduta a Fermo, ma la sua autonomia comunale fu confermata. Nel 1878 una minore porzione del territorio comunale di Fermo viene concessa a quello di Porto San Giorgio che riesce ad espandersi di poco verso ovest (confini attuali).
Durante la seconda guerra mondiale subì numerose incursioni aeree finalizzate al danneggiamento della linea ferroviaria. Porto San Giorgio fu liberata dalle truppe inglesi, indiane e polacche comandate dal generale Montgomery il 28 giugno 1944.
Il 15 giugno 1986 i cittadini di Fermo e quelli di Porto San Giorgio vennero chiamati ad esprimersi in un referendum consultivo per l'unificazione dei due comuni. Il 70,61% dei votanti fermani si espresse per l'unificazione, mentre il 92% dei votanti sangiorgesi si espresse per il No. Prevalsero in totale i No per 871 voti. Nel 1987 il terremoto di Fermo e Porto San Giorgio non provocò feriti.

### Simboli
Lo stemma comunale corrisponde all'antico emblema della città di Fermo di cui Porto San Giorgio ha condiviso a lungo la storia ed è stato riconosciuto con D.P.C.M. del 10 novembre 1953.
Il gonfalone, concesso con DPR del 18 giugno 1954, è un drappo partito di rosso e di bianco.

## Monumenti e luoghi d'interesse
Tra i principali monumenti di Porto San Giorgio si annoverano chiese ed edifici civili, pubblici e privati.

### Rocca Tiepolo
Costruita nel 1267 dal veneziano Lorenzo Tiepolo, podestà di Fermo. La rocca, di forma quadrangolare con un mastio e merli guelfi, è stata recentemente ristrutturata ed è sede di manifestazioni culturali teatrali di arte drammatica.

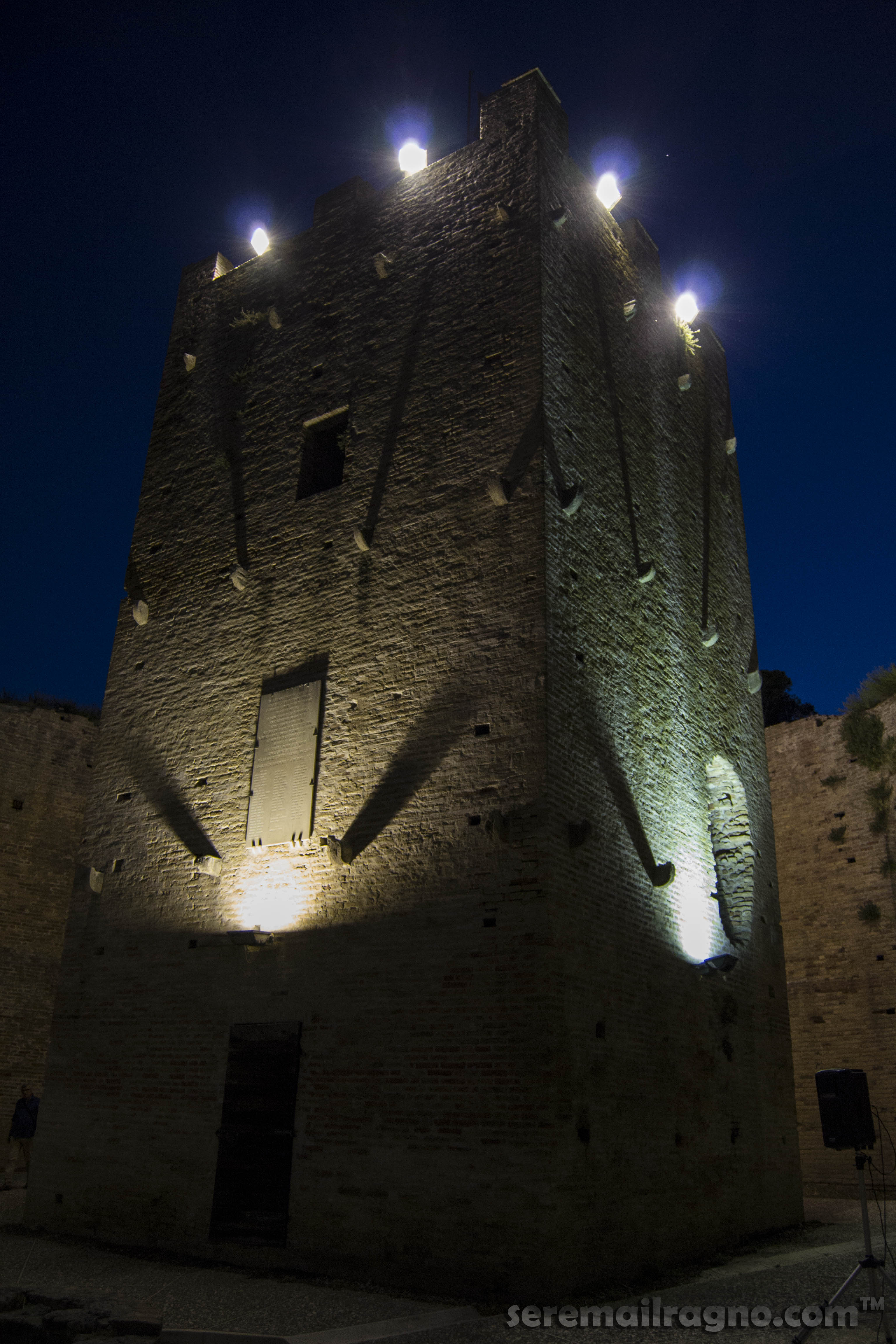
Rocca Tiepolo illuminata di notte

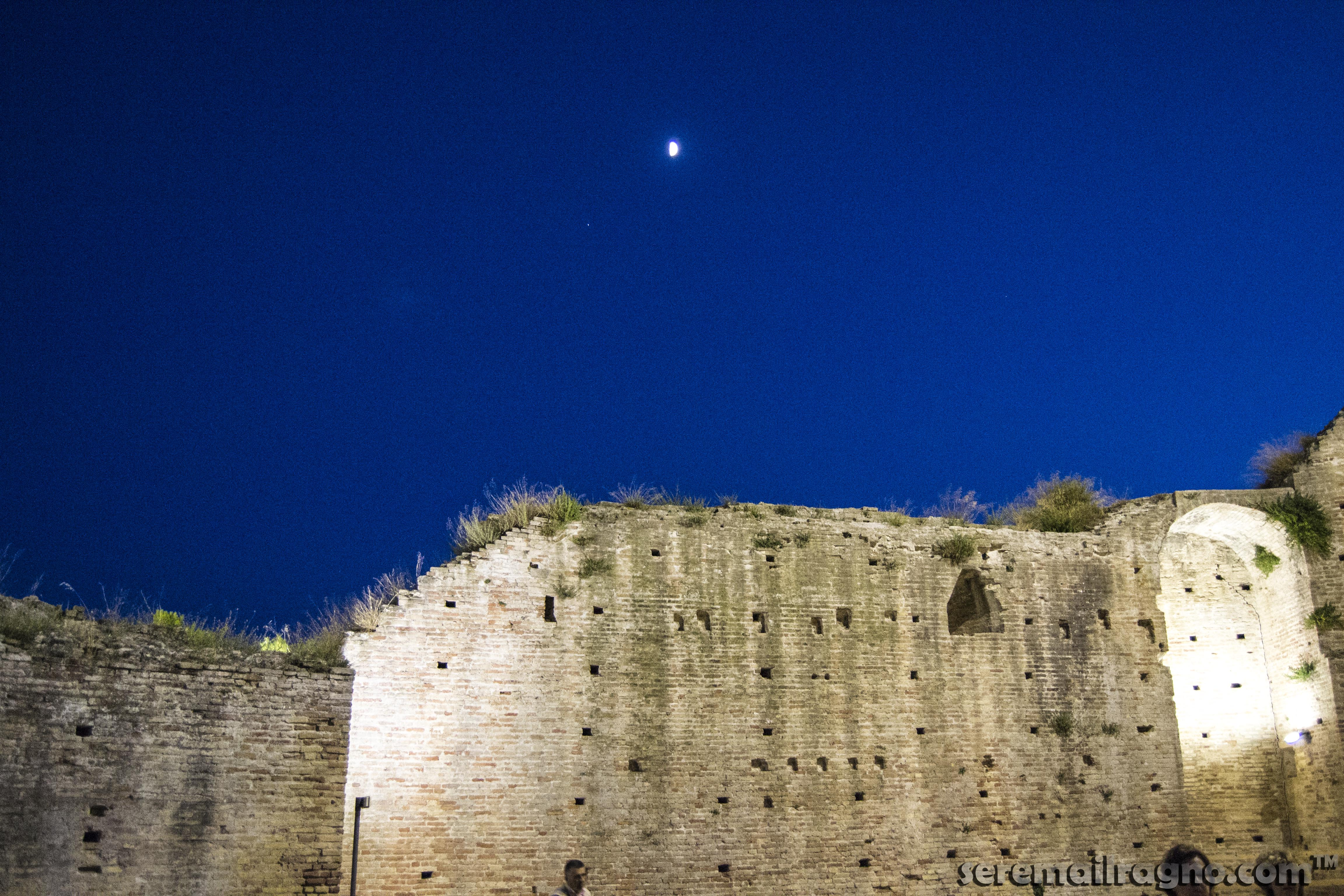
Antiche mura di Rocca Tiepolo

### Architetture religiose

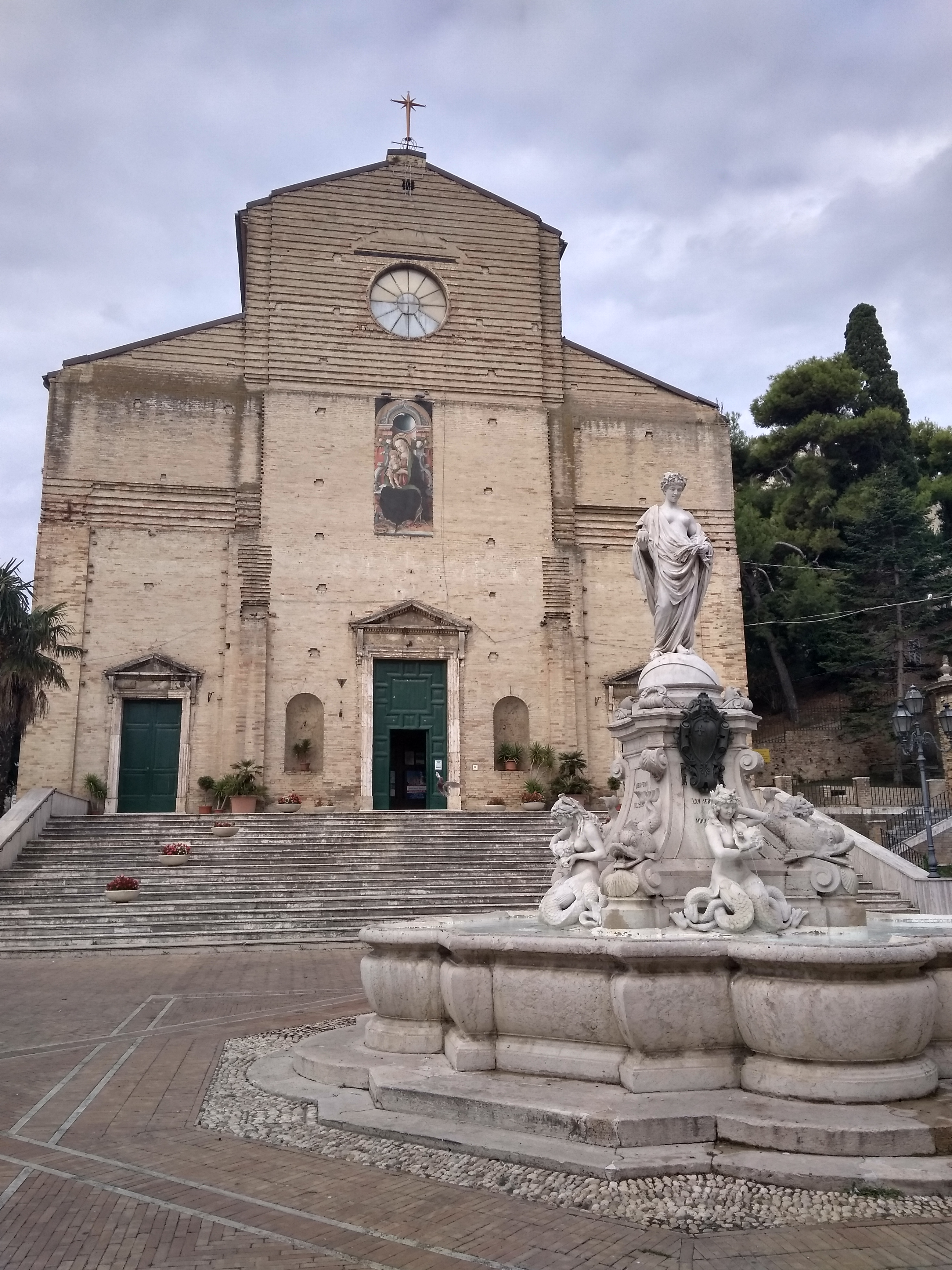
La chiesa di San Giorgio e la fontana della Democrazia.

- Chiesa di San Giorgio: costruita nel 1830 a fianco della torre dell'orologio e ai piedi di Rocca Tiepolo su progetto è dell'architetto Ildebrando Giunchini. Davanti alla facciata, che risulta incompiuta, doveva trovarsi un portico con colonne doriche. L'interno a tre navate è cadenzato da colonne ioniche. Nell'abside una scultura di Giorgio Paci[Altre fonti parlano di "Giovanni Paci"] raffigurante san Giorgio con il drago. Ospita una copia del Polittico di Porto San Giorgio di Carlo Crivelli.
- Chiesa della Madonna del Carmine o delle Anime Sante: edificata della seconda metà del Seicento e ad unica navata. La chiesa conserva una tavola di Vincenzo Pagani (Crocifissione con la Vergine Addolorata, Santa Maria Maddalena, San Girolamo e San Giovanni Evangelista).[15] L'altare custodisce una tela del 1695 raffigurante la Madonna del Carmine, San Giovanni Evangelista e San Nicola da Tolentino che intercede per le Anime del Purgatorio, opera di Francesco Trevisani. Ai lati dell'altare troviamo due statue che raffigurano rispettivamente: la Fede e la Carità mentre nella parte alta si scorge un'opera di Filippo Ricci del 1760 e raffigurante l'Educazione della Vergine.
- Chiesa dei Morti: realizzata nel secolo XVIII è collocata adiacente alla chiesa di San Giorgio. La struttura è preceduta da una sorta di atrio, dove, sulla facciata esterna, si notano dei bassorilievi. Sopra l'ingresso (sempre dell'atrio) si trova lo stemma dell'arcivescovo di Fermo Cesare Brancadoro.[16]
- Chiesa del Santissimo Rosario o della Madonna del Rosario: costruita nel 1728, l'interno si presenta a tre navate. All'interno vi si sono una statua dei primi del 1700 raffigurante la Madonna del Rosario e l'affresco del catino absidale realizzato dal sangiorgese Sigismondo Nardi alla fine del 1800 raffigurante una Madonna con Bambino e angeli.[17][15]
- Centro internazionale del Cammino Neocatecumenale (Tenda della Riunione): costruito a partire dagli anni ‘80 su un terreno donato da una coppia del Cammino su un terreno poco distante da Porto San Giorgio. È il luogo dal quale Kiko Argüello, iniziatore del movimento invia famiglie e sacerdoti itineranti per l’evangelizzazione in giro per il mondo. La costruzione rientra nello stile della nuova estetica della Chiesa immaginata da Argüello.

### Architetture civili
- Palazzo Comunale: al suo interno troviamo conservata una tela datata 1775 raffigurante San Giacomo fra due Santi, opera di Gaetano Gandolfi.
- Torre dell’Orologio: costruita nel 1829 nella piazza principale in sostituzione di un'altra torre demolita nel 1820.[18][19]
- Villa Bonaparte, costruita su ordine del fratello di Napoleone, Girolamo Bonaparte, che visse a Porto San Giorgio dal 1829 al 1832. Realizzata in stile neoclassico[5] seguendo il progetto di Ireneo Aleandri fu dedicata a "Caterina" dal Bonaparte. Per divergenze politiche con il Re di Napoli, nel 1831 fu confiscata e pochi anni dopo venduta alla nobile famiglia Pelagallo, dopo essere stata adibita a Camera Apostolica. La villa presenta nella facciata decorazioni con bassorilievi e altorilievi di trofei d'armi. È circondata da un grande parco. Le stanze, pregevolmente affrescate, sono arredate con numerosi mobili in stile impero dell'epoca. Il pavimento è in graniglia e presenta decorazioni a mosaico.
- Teatro comunale, edificato dal 1815 al 1817 e affrescato nel 1910 da Sigismondo Nardi.
- Edifici in stile Liberty realizzati lungo la costa nei primi anni del Novecento.[5] Tra questi, la Villa delle Rose, costruita nel 1921, presenta all'esterno delle finissime decorazioni in maiolica, e nel 1947 fu donata alle Canossiane le quali recuperarono tutta la struttura che era stata gravemente danneggiata alla fine del secondo conflitto mondiale.

### Altri monumenti e luoghi di interesse
- Fontana della Democrazia o dell'Abbondanza: nel 1897 fu costruito l'acquedotto per la città di Porto San Giorgio e, per celebrare l'importante evento, si commissionò ad Alfonso Bernardini di realizzare una scultura. La vasca è in travertino, mentre nella parte alta dell'intero impianto scultoreo, posta sopra un globo, si erge maestosa una figura femminile (immagine allegorica della democrazia) che regge nella mano destra un melograno e in quella sinistra delle spighe di grano, simboli rispettivamente di fecondità e abbondanza.[19][20]
- Villa degli Oleandri (Riva Fiorita): di proprietà comunale, in passato veniva utilizzata per feste, concerti e balli. La villa è immersa in un ampio giardino, utilizzato in passato come cinema all'aperto. Oggi ospita un Museo del mare e manifestazioni e spettacoli teatrali.
- Parco di Monte Cacciù: dista 3,5 km da Fermo e 2,7 km dalla costa. Si trova a un’altitudine compresa tra i 170 e i 120 metri sul livello del mare, ed è ampio circa 7 ettari. Molte delle piante presenti sono ad alto fusto, piantate negli anni ’80. Sono presenti piante autoctone (pino d’Aleppo, roverella, acero, frassino, ontano nero, rovere) e ornamentali, quali latifoglie (ligustro, ippocastano, salice piangente) e conifere (abete, pino, cedro). Data la scarsità di ambienti forestali nella zona circostante, il parco ha una notevole rilevanza ambientale, anche per via della varietà della sua flora.

## Società

### Evoluzione demografica
Abitanti censiti

### Minoranze straniere
Al 31 dicembre 2016 la popolazione straniera era di 955 persone (5,94% sulla popolazione). Le nazionalità maggiormente rappresentate in base alla percentuale sulla popolazione residente erano:
- Romania 336 (2,09%)
- Albania 123 (0,77%)
- Polonia 83 (0,52%)

### Dialetto
Il dialetto di Porto San Giorgio è classificato come dell'area fermana. Si contraddistingue per il mantenimento della distinzione latina tra le vocali finali u ed o. Molte espressioni derivano dall'antica lingua dei romani, come "gne nòccia", derivante dal latino ne noceat, che significa: "che non ti nuoccia", "che ti sia propizio". In passato la parlata rivelava alcune influenze abruzzesi settentrionali, che come nel caso dei cosiddetti "frangimenti vocalici": ne sono un esempio ó chiusa, che passava ad ò aperta (fiòre, cròce), ò aperta, che si incamminava verso a (mante per "monte"), ed è aperta, che passava ad à (pràgo per "prego", bà per "bene", tàmpo per "tempo").
La cittadina è detta in dialetto sangiorgese semplicemente Lu Portu, cioè Il Porto, com'è chiamata generalmente dagli abitanti dell'entroterra, sia del capoluogo e sia della provincia, o modernamente, con italianizzazione pressoché totale, San Giorgio.

## Cultura

### Cucina
Tipico di Porto San Giorgio è il "brodetto alla sangiorgese" o "brodetto di Porto San Giorgio". Il comune di Porto San Giorgio ha infatti codificato per il brodetto la Denominazione comunale d'origine (De.Co.). Nella ricetta De.Co. non si possono utilizzare pesci congelati, pesci non dell’Adriatico centrale, e tutti gli altri ingredienti devono essere locali. La ricetta ufficiale prevede dunque lo sgombro, il gattuccio e/o palombo, il merluzzo, il suro, lo scorfano, il sanpietro, il grongo, la triglia, il merlano, la baraccola (o razza), la rana pescatrice, la tracina, la gallinella di mare, il pesce prete, il moscardino, la mazzancolla, il cefalo e il granchio. Si devono scegliere almeno 13 diverse specie di questi pesci, e si dovrà accompagnarli con pomodori verdi, prezzemolo, aceto, peperoncino, olio e sale.
Dolce simbolo di Porto San Giorgio è l'amandovolo (o amandovulo), di forma rettangolare e a base di uova e mandorle, ricoperto di cioccolata fondente e granella di nocciole. Tradizionale dolce natalizio, l'amandovolo venne ideato negli anni '40 dal torinese trasferitosi a Porto San Giorgio Luigi Gaviorno. Altro tipico dolce natalizio della zona è il frustingo, a base di frutta secca e fichi.
A Porto San Giorgio si possono trovare anche i vincisgrassi, le olive ed i cremini all'ascolana ed il ciauscolo.
Porto San Giorgio era la sede della "Ditta Francesco Olivieri" che produceva l'anisetta “Anisina Olivieri Specialità Premiata”. Altri liquori che si possono trovare a Porto San Giorgio e tipici marchigiani sono: il mistrà (liquore all'anice simile alla sambuca) ed il vin cotto.

### Eventi
Festa del Mare
La festa del mare si svolge il 14 agosto. Nata alla fine degli Sessanta del Novecento, la festa intende ricordare un fatto accaduto il 7 aprile 1795, quando i pescatori di Porto San Giorgio scioperarono perché i padroni delle barche non intendevano aumentare la loro paga. I pescatori, preoccupati per i bilanci familiari messi in crisi dallo sciopero, affidarono all'artigiano Tommaso Mostarda la costruzione di una enorme padella allo scopo di consumare insieme le ultime riserve alimentari di ogni famiglia. Quando l'aumento del salario fu concesso, finalmente si tornò a pescare. Elemento cardine è la Padella Gigante dell'Adriatico (il cui manico misura 8 metri, con un diametro di 6 metri sull'orlo e di 4 metri sul fondo; all'interno vengono versati 1 000 litri di olio).

### Altro
Radio 4, nata nell'estate nel 1975, fu una delle prime radio private libere nazionali. Restò attiva fino al 1995.
A Porto San Giorgio è stato girato il film del 2016 Come saltano i pesci.

## Economia
Porto San Giorgio venne ufficialmente riconosciuta “stazione di cura, soggiorno e turismo” con il decreto ministeriale del 28 ottobre 1927.
Il turismo continua ad essere, insieme alla pesca, la prevalente attività economica locale, mentre nel settore industriale operano imprese del settore alimentare e dell'olio, cartario, meccanico, produzione di mobili e calzaturiero.
Porto San Giorgio è uno dei Comuni più ricchi delle Marche e il più ricco della provincia di Fermo, con - nel 2025 - un reddito medio  di 25.186 euro. Nel Comune 180 contribuenti "paperoni" hanno dichiarato un reddito superiore a 120.000 euro.

## Infrastrutture e trasporti

### Strade
La città è attraversata da nord a sud dalla strada statale 16 Adriatica.  A sud della città c'è il casello di Porto San Giorgio-Fermo dell'Autostrada A14 Adriatica e a nord quello di Porto Sant'Elpidio. La strada provinciale 239, a doppia corsia per ogni senso di marcia, collega Porto San Giorgio a Fermo. Più a sud, la strada provinciale 87 Val d'Ete costeggia il fiume Ete Vivo.
Tra il 1958 e il 1977 Porto San Giorgio fu collegata a Fermo da una linea filoviaria.

### Ferrovie
La stazione di Porto San Giorgio-Fermo è posta sulla ferrovia Adriatica, nella tratta Ancona-Pescara; fino al 1956 era in funzione anche la Ferrovia Porto San Giorgio-Amandola, a scartamento ridotto.

### Porto
Il porto turistico-peschereccio è tra i più grandi porti turistici dell'Adriatico italiano con una superficie di 140 000 m² ed in grado di ospitare circa settecento barche. Costruito nel 1984 ha ottenuto negli anni numerose bandiere blu.

## Amministrazione

Gonfalone comunale

| Periodo           | Periodo           | Primo cittadino     | Partito         | Carica                  | Note          |
| ----------------- | ----------------- | ------------------- | --------------- | ----------------------- | ------------- |
| 4 dicembre 1994   | 13 dicembre 1998  | Antonio Rossi       | centro-sinistra | Sindaco                 | [ 33 ]        |
| 13 dicembre 1998  | 9 giugno 2003     | Francesco Amici     | centro-destra   | Sindaco                 | [ 34 ]        |
| 10 giugno 2003    | 12 aprile 2008    | Claudio Brignocchi  | centro-sinistra | Sindaco                 | [ 34 ]        |
| 13 aprile 2008    | 14 settembre 2011 | Andrea Agostini     | centro-destra   | Sindaco                 | [ 35 ] [ 36 ] |
| 15 settembre 2011 | 20 maggio 2012    | Marcella Conversano |                 | Commissario prefettizio | [ 36 ]        |
| 21 maggio 2012    | 12 giugno 2022    | Nicola Loira        | centro-sinistra | Sindaco                 | [ 37 ] [ 38 ] |
| 13 giugno 2022    | in carica         | Valerio Vesprini    | centro-destra   | Sindaco                 | [ 40 ]        |

### Gemellaggi
- Nymburk[41]
- Zaravecchia
- Bad Ischl

## Sport
- Calcio. In città figurano diversi club dilettantistici: la Sangiorgese 1922, che tra gli anni Sessanta e Ottanta raggiunse la serie D, la ASD Borgo Rosselli e la Polisportiva Umberto Mandolesi 1983, che vantano la Seconda categoria come massima serie raggiunta, e l'Olimpia PSG e l'Amatori San Giorgio, in Terza categoria.
- Ginnastica. In città è presente la società Ginnastica Nardi Juventus.
- Nautica. In città si trova il circolo Nautica Picena, fondato nel 1982, che ha conseguito vittorie nei campionati italiani di Optimist e Flying Junior; inoltre, atleti della LNI Porto San Giorgio, nata nel 1939, hanno vinto il campionato nelle categorie Laser, FJ 2000 e 2001.
- Pallacanestro. La Sangiorgese Basket, fondata nel 1932, militò a lungo in serie C, B1 e B2 e fu promossa in serie A2 nel 1985 per poi fallire nel 1996; dal 2013 la squadra gioca in serie C regionale.
- Tennis. In città è presente il Circolo Tennis Porto San Giorgio.